# Паоло Еспозіто
Паоло Еспозіто (Paolo Esposito) (1958) — дипломат Сан-Марино. Надзвичайний і Повноважний посол Сан-Марино в Україні (з 2006). Президент Національної італійської федерації туризму (CIDEC) (з 2011).

## Життєпис
З 2006 року — Надзвичайний і Повноважний посол Сан-Марино в Україні з резиденцією в Римі, Італія.
24 березня 2006 року вручив вірчі грамоти Президенту України Віктору Ющенку.
10 жовтня 2011 року обраний на 5 років президентом Національної італійської федерації туризму (CIDEC).
1 грудня 2010 року відвідав педіатричне онкологічне відділення Інституту Академії медичних наук в Києві, де він зустрівся з доктором Григорієм Климнюком і передав пожертву на придбання обладнання і хірургічних інструментів та лікарських засобів.
У 2011 році — брав участь у традиційній зустрічі Президента України з керівниками посольств іноземних держав.